# Abercorn (Quebec)
Abercorn, antiguamente Shepard's Mills, es un municipio perteneciente a la provincia de Quebec en Canadá. Está ubicado en el municipio regional de condado de Brome-Missisquoi en la región de Montérégie-Est.

## Geografía
Abercorn se encuentra en la frontera entre Canadá y Estados Unidos al sureste del MRC de Brome-Missisquoi. Limita al oeste con Frelighsburg, al norte y al este con Sutton, al sur con Richford (Vermont). Su superficie total es de 41,61 km², de los cuales 40,95 km² son tierra firme y 0,66 km² en agua. El río MIssisquoi baña Abercorn.

## Urbanismo
El pueblo de Abercorn se encuentra al cruce de la rue Thibault y de la rue des Églises. El chemin des Ormes ( QC 139 ), rodea el pueblo al oeste. Esta carretera regional une Sutton al norte a Richford en Vermont al sur. El chemin Ingalls va hacia la población de Dunkin al este.

## Historia
Los primeros colonos se establieceron en 1797, cuyo Thomas Shepard, originario de Nuevo Hampshire. La oficina de correos abrió en 1848. La empresa Southeastern Counties Junction Railways tuvo una estacione en Abercorn. El municipio de pueblo de Abercorn fue instituido por separación de Sutton en 1927.

## Política
El consejo municipal se compone del alcalde y de seis consejeros sin división territorial. El alcalde actual (2015) es Robert Nadeau, que sucedió a Jean-Charles Bissonnette en 2013.
|            | 2005-2009 | 2009-2013                                                                                                   | 2013-2017                                                                                     |
| Alcalde    | Jean-Charles Bissonnette | Jean-Charles Bissonnette                                                                                    | Robert Nadeau                                                                                 |
| Consejeros | Bernard Carey Jacques Guilbault* Roger Labecque Yvan Labonté William Murray Jean-Jacques Rouet** Denis St-François* Réal Trudeau** | Isabelle Beauchamp** Bernard Carey Daniel Charles Janulewicz Roger Labecque Jean-Jacques Rouet Réal Trudeau | Isabelle Beauchamp* Bernard Carey Derek Ewens Guy Gravel Monique Lapointe Patricia McCollough |

 * Consejero al inicio del termo pero no al fin.  ** Consejero al fin del termo pero no al inicio. 
A nivel supralocal, Abercorn forma parte del MRC de Brome-Missisquoi. El territorio del municipio está ubicado en la circunscripción electoral de  Brome-Missisquoi a nivel provincial y de  Brome-Missisquoi también a nivel federal.

## Demografía
Según el censo de Canadá de 2011, Abercorn contaba con 391 habitantes. La densidad de población estaba de 14,4 hab./km². Entre 2006 y 2011 hubo un aumento de 25 habitantes (6,8 %). En 2011, el número total de inmuebles particulares era de 238, de los cuales 117 estaban ocupados por residentes habituales, otros siendo desocupados o residencias secundarias.
Evolución de la población total, 1991-2015